# Caecilia (police de caractères)
PMN Caecilia ou Caecilia est une police de caractères à empattement et une mécane humaniste créée par Peter Matthias Noordzij pour Linotype en 1990.
Elle a été la police par défaut des liseuses Kindle d’Amazon de leurs débuts en 2007 à 2014, lorsqu’elle a été remplacée par Bookerly.